# 로마노스 4세 디오예니스
로마노스 4세 디오예니스(그리스어: Ρωμανός Δ΄ Διογένης, Rōmanos IV Diogenēs)는 동로마 제국 두카스 왕조의 3대 황제(재위:1068년~1071년)이다.

## 생애
즉위전에는 카파도키아 제국의 장군이었다. 1067년 동로마 황제 콘스탄티누스 10세 두카스 사후, 어린 아들 미카일을 대신하여 그 모친 에우도키아 마크렌보리티사가 통치했으나, 국민이나 귀족층은 셀주크 제국의 침공을 막기 위한 강력한 군사정권의 수립을 원했다.
그 때문에 1068년 에우도키아는 로마누스와 결혼하여 그를 황제로 새로이 즉위시켰다. 그가 바로 로마누스 4세였다. 즉위 후, 로마누스 4세는 북쪽에서 침략하던 페체네그인 및 러시아인, 노르만족과 화해하고 그들을 용병으로 받아들여 군사력을 강화해 셀주크 제국과 전투를 벌여 어느 정도 전과를 올렸다.
1071년 로마누스 4세는 제국의 동쪽 국경지역인 아르메니아를 침략한 셀주크 제국군을 물리치기 위해 4만의 병력을 이끌고 친정하였다. 병력이 적었던 셀주크 제국의 알프 아르슬란은 휴전을 바랐으나, 로마누스는 이를 거부하고, 만지케르트에서 셀주크 제국군과 전투를 벌였다.
동로마 제국군은 수적으로 우세했으나 용병에 의존했기에 훈련도 낮았고, 충성심도 없었다. 전투 중 아군의 배신에 의해 동로마 제국군은 무너지고 로마누스 4세 또한 포로가 되었다. 로마황제가 포로가 된 것은 3세기 발레리아누스 이래 처음이었다. 이 패전으로 소아시아는 투르크인이 점령하게 되었고, 후에 오스만 제국에 의해 동로마 제국이 멸망하는 원인이 된다.
로마누스 4세가 전투에 패해 포로가 된 것이 알려지자 로마누스 4세는 황제의 자리에서 폐위당했고 콘스탄티누스 10세의 아들 미카일 7세 두카스가 통치자로 세워졌다. 그해 셀주크 제국으로부터 석방된 로마누스 4세는 미카엘 7세의 통치권을 인정하지 않고 저항했으나, 사로잡혀 두 눈이 멀게 된 뒤에 추방되었다. 그는 1072년 실의 속에 사망했다.